# Stefanie Grimm
Stefanie Grimm (* 10. Juli 1990) ist eine ehemalige deutsche Fußballspielerin.

## Karriere
Stefanie Grimm begann 1994 in Oberseifersdorf mit dem Fußballspielen. Bei der SG Rotation Oberseifersdorf spielte sie in der Jugendabteilung, bevor sie nach nur drei Jahren im Jahre 1997 zum VfB Zittau wechselte. Hier spielte sie zusammen mit den Jungen in der Jugendabteilung. 
Im Sommer 2002 wechselte sie zum TSV 1861 Spitzkunnersdorf, wo sie bei den C-Juniorinnen, den B-Juniorinnen sowie später in der ersten Mannschaft zum Einsatz kam.
Nach fünf Jahren in Spitzkunnersdorf wechselte sie im Sommer 2007 nach Leipzig zum Leipziger FC 07. Hier spielte sie mit der ersten Mannschaft in der Landesliga Sachsen und wurde mit ihr Meister und stieg in die Regionalliga Nordost auf. Dort spielte sie zwei Jahre für den LFC 07 und konnte in der Saison 2009/10 mit dem Team Meister der Regionalliga Nordost werden und hätte mit dem LFC in die 2. Bundesliga aufsteigen können. Da aber der Spielbetrieb in der 2. Bundesliga nicht gewährleistet werden konnte, wurde die Mannschaft zurückgezogen. Die meisten Spielerinnen wechselten den Verein. 
So wechselte Stefanie Grimm im Sommer 2011 nach Halle zum Hallescher FC und spielte wieder in der Regionalliga Nordost. Hier blieb sie nur ein halbes Jahr und wechselte im Januar 2011 zum damaligen Zweitligisten VfL Sindelfingen.
Am Anfang spielte sie nicht nur für die erste Mannschaft in der 2. Bundesliga, sie kam auch zu Spielen in der dritthöchsten Spielklasse im Frauenfußball Regionalliga Süd bei der zweiten Mannschaft. Ihr Debütspiel in der 2. Bundesliga machte sie am 20. März 2011 beim Auswärtsspiel gegen den FV Löchgau, als sie in der 57. Spielminute für Maximiliane Rall eingewechselt wurde. 
Ihr erstes Tor in der 2. Bundesliga konnte sie am letzten Spieltag der Saison 2011/12 erzielen, als sie beim Auswärtsspiel in der 70. Spielminute zum 2:1-Führungstor gegen SC Sand traf.
Am Ende der Saison 2011/12 wurde sie mit ihrer Mannschaft Meister der Zweiten Liga Süd und stieg in die Bundesliga auf.
Dort gab sie am 9. September 2012 im Auswärtsspiel gegen FSV Gütersloh 2009 ihr Debüt, als sie in der Startelf stand. Nach 111 Pflichtspielen, in Liga und DFB-Pokal, für VfL Sindelfingen beendete Grimm im Mai 2017 ihre aktive Spielerkarriere.

## Erfolge
- Aufstieg in die Bundesliga 2012
- Meister der Regionalliga Nordost 2010

## Privat
Stefanie Grimm ist Kaufmännische Angestellte bei der Spirit21 AG.